# A szállító – Örökség
A szállító – Örökség (eredeti cím: The Transporter: Refueled, Franciaországban: Le Transporteur Héritage) 2015-ben bemutatott francia akcióthriller, melyet Bill Collage, Adam Cooper és Luc Besson forgatókönyvéből Camille Delamarre rendezett. A szállító filmsorozat negyedik része. A korábbi címszereplő, Jason Statham helyett ezúttal Ed Skrein alakítja Frank Martint.
A forgatás 2014. augusztus 1-jén kezdődött Párizsban. Az Amerikai Egyesült Államokban 2015. szeptember 4-én mutatták be, Magyarországon egy nappal hamarabb szinkronizálva, szeptember 3-án a Big Bang Media forgalmazásában. Franciaországban szeptember 9-én jelent meg.
Nagyrészt negatív véleményeket kapott a kritikusoktól. A Metacritic oldalán a film értékelése 31% a 100-ból, ami 18 véleményen alapul. A Rotten Tomatoeson a Szállító – Örökség 18%-os minősítést kapott, 53 értékelés alapján.

## Történet
|  | Alább a cselekmény részletei következnek! |

A történetben Frank Martin (Ed Skrein) legújabb társával, egy Audi S8-cal Monacóba megy. Szakmában a legjobban képzett szállító, pénzért akármit elvállal, ha jól megfizetik. A szabályok ugyanazok, melyet ő mindenáron betart: Megbízás teljesítése, névtelenség és a csomaghoz nyúlni tilos. Hamarosan Frank Martint felbérli egy prostituált, Anna és három gyönyörű társa, akik arra kényszerítik, hogy szöktesse meg őket egy bankrablás helyszínéről. Csakhogy a férfi hamar rájön, hogy csúnyán átejtették. Ezen ürügy bekövetkeztével az orosz maffia feje is rászáll. Csapatokat küld Frankre, hogy minél hamarabb öljék meg őt, majd az apját is elrabolják.
|  | Itt a vége a cselekmény részletezésének! |

## Szereplők
| Színész           | Szerep               | Magyar hang       |
| ----------------- | -------------------- | ----------------- |
| Ed Skrein         | Frank Martin         | Horváth Illés     |
| Ray Stevenson     | idősebb Frank Martin | Schneider Zoltán  |
| Loan Chabanol     | Anna                 | Balsai Móni       |
| Noémie Lenoir     | Maissa               | Hay Anna          |
| Tatjana Pajkovićr | Maria                | Szilágyi Csenge   |
| Gabriella Wright  | Gina                 | Szávai Viktória   |
| Wenxia Yu         | Qiao                 | Andrusko Marcella |
| Anatole Taubman   | Sztanyiszlav Turgin  | Nagypál Gábor     |
| Lenn Kudrjawizki  | Leo Imasov           | Dankó István      |
| Radivoje Bukvić   | Karaszov             | Rába Roland       |

További magyar hangok: Géczi Zoltán, Varju Kálmán, Jakab Csaba, Bárány Virág, Bordás János,
 Csémy Balázs, Fehérváry Márton, Elek Ferenc, Fellegi Lénárd, Formán Bálint, Hábermann Lívia,
 Ficza István, Hannus Zoltán, Marin Adél, Király Dániel, Kis-Kovács Luca, Varga Lili